# HD 69830 c
HD 69830 c — экзопланета в созвездии  Корма у красного карлика HD 69830.
Согласно теоретическим расчётам, это каменная планета с массой, близкой к массе Нептуна. Обращается вокруг материнской звезды с периодом 31,6 дней.